# Рим-Урбе
Аеропорт Урбе (італ. Aeroporto di Roma-Urbe, (ICAO: LIRU)) — невеликий цивільний аеропорт у Римі, розташований у північній частині міста, між Віа Саларія та річкою Тибр, всередині Великої Кільцевої Дороги (італ. Grande Raccordo Anulare), кругової автомагістралі навколо Рима.
Аеропорт був урочисто відкритий у присутності Беніто Муссоліні в 1928 році під назвою «Аеропорт Літторіо» (назву обрав сам Муссоліні). До Другої світової війни це був головний цивільний аеропорт Італії та база італійської національної авіакомпанії Ala Littoria. Усередині периметра також був побудований іподром, названий «Іподром Літторіо» (Autodromo del Littorio).
Значно пошкоджений бомбардуваннями під час війни, аеропорт був відновлений з нинішньою назвою в перші повоєнні роки. Але лише через кілька років комерційна діяльність була перенесена до аеропорту Чіампіно, з цього моменту римський аеропорт Урбе перетворився здебільшого на об'єкт для діяльності аероклубу, туристичних рейсів та повітряного таксі. В даний час це база для римського аероклубу (Aeroclub di Roma). У 1995 році авіакомпанія FAR здійснила кілька пробних посадк за допомогою авіалайнеру de Havilland Canada Dash 7 придбаного у Tyrolean Airways. Їхній план пов'язати Урбе з кількома італійськими містами зазнав краху, коли компанія припинила свою діяльність незабаром після цього. У 2010 році завдяки інвестиціям ENAC (Управління Цивільної Авіації Італії, яке керує аеропортом) у 800 000 євро було відкрито новий термінал для гелікоптерів.

## Цікаві факти
18 вересня 1997 року в аеропорту відбувся концерт рок-гурту U2, який був частиною їхнього туру PopMart. Захід відвідали 70 000 глядачів.

## Наземний транспорт
До аеропорту Урбе можна дістатися на громадському транспорті автобусом або поїздом: станція Нуово-Саларіо (лінія FR1) знаходиться на відстані приблизно 400 м від аеропорту.

## Катастрофи
Історія інцидентів аеропорту LIRU на Aviation Safety Network